# Пиер-Жил дьо Жен
Пиер-Жил дьо Жен (на френски: Pierre-Gilles de Gennes) е френски физик, носител на Нобелова награда за физика за 1991 г.

## Биография
Роден е на 24 октомври 1932 г. в Париж, Франция. Завършва Екол Нормал Сюпериор през 1955 г. През 1971 става професор в Колеж дьо Франс.
През 1991 г. получава Нобелова награда за откритието, че използваните методи за изследване на простите системи могат да бъдат приложени и към по-сложни форми на материята, в частност към течните кристали и течните полимери.
Той е член на Френската академия на науките, на Холандската академия на науките и изкуствата, Кралското дружество, Американската академия за изкуства и науки, и на Националната академия на науките на САЩ.
Умира на 18 май 2007 г. в Орсе, Франция.